# ユニオン駅 (セントルイス)
ユニオン駅（Union Station）は、アメリカ合衆国ミズーリ州のセントルイスにある複合施設。かつてはセントルイスの中央駅として機能していたが、現在はショッピングモールが主体のレジャー施設となっている。ホテルや観覧車、水族館などが付属している。

## 歴史
1894年の開業時は「世界最大の鉄道駅」と宣伝された。乗り場は頭端式で32番線まであり、213×185メートルの巨大なトレインシェッドに覆われていた。駅舎はロマネスク風の建物で高級ホテルが入居していた。駅舎の中には38×23メートルの豪華な「グランドホール」があった。
1920年代が最盛期で、ユニオン駅には22の鉄道事業者が乗り入れ毎日約10万人の旅客が利用していた。しかし第二次世界大戦後は旅客の減少に合わせて規模の縮小を繰り返した。広大な駅構内の一部は駐車場になった。1971年に旅客輸送を引き継いだアムトラックはユニオン駅を廃駅とする決定をした。駅の規模が大きくて維持費が高額なことが理由だった。1978年、アムトラックはユニオン駅の近くに小さなセントルイス駅を開業させ、ユニオン駅の旅客扱いを停止した。
ユニオン駅は1985年に複合施設として再生された。乗り場の一部が残っており、観光列車のターミナル駅となることがある。

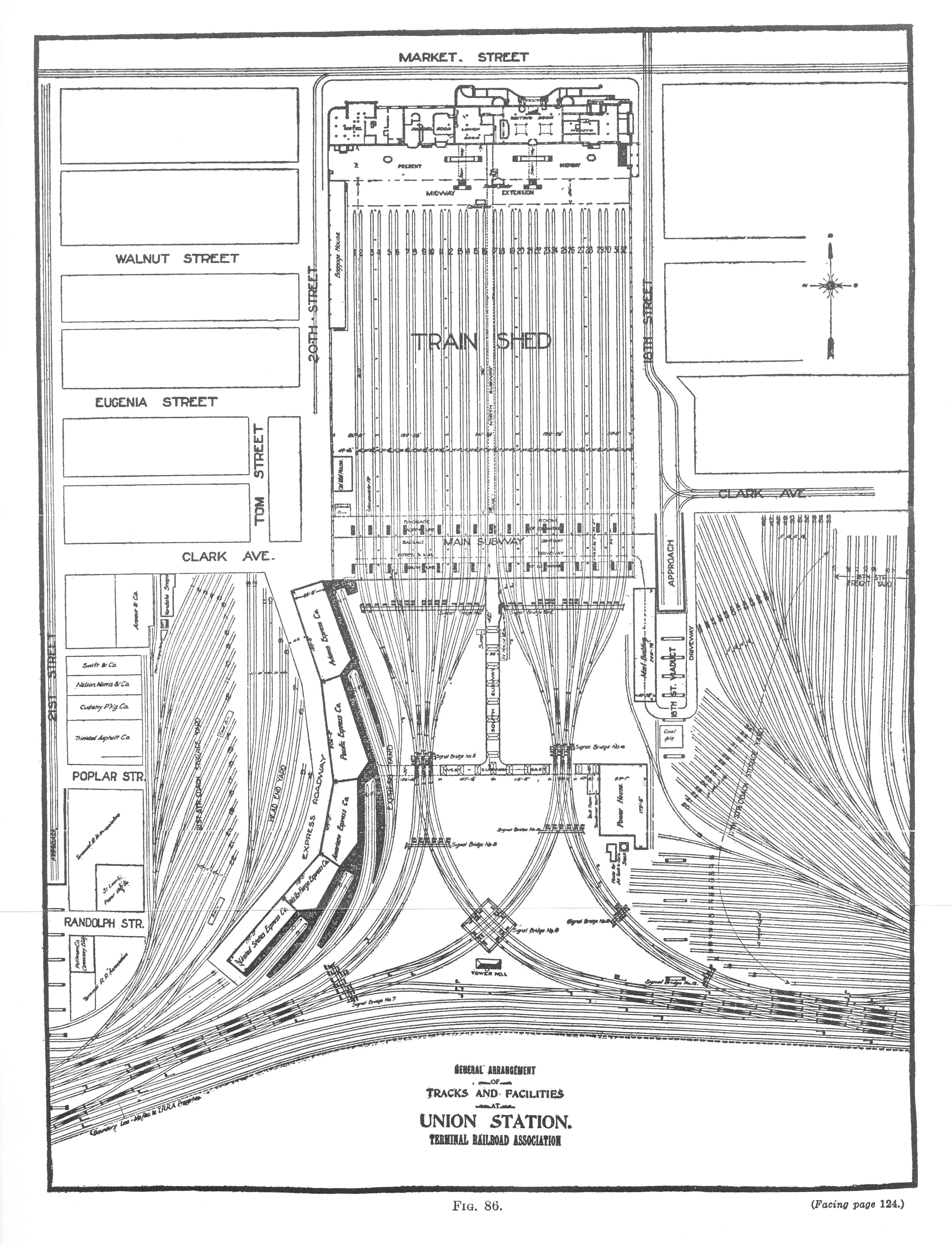
開業当時の平面図